# Terence McKenna
Terence Kemp McKenna  (Paonia, Colorado, 16 de noviembre de 1946 - San Rafael, California, 3 de abril de 2000) fue un escritor, orador, filósofo, etnobotánico, psiconauta e historiador de arte estadounidense, que defendió el uso responsable de las plantas psicodélicas. Se le considera el «Timothy Leary de los años 1990»,
«una de las autoridades más destacadas en la fundación ontológica del chamanismo»
y la «voz intelectual de la cultura rave».
McKenna formuló una hipótesis según la cual la ingesta del hongo Psilocybe cubensis fue uno de los principales factores transformadores y un catalítico en la evolución inicial de la conciencia en el Homo sapiens, conocida como teoría del mono dopado.
También formuló un concepto sobre la naturaleza del tiempo basada en modelos fractales que afirmaba haber descubierto en el I Ching, que él llamó «teoría novedad».

## Biografía

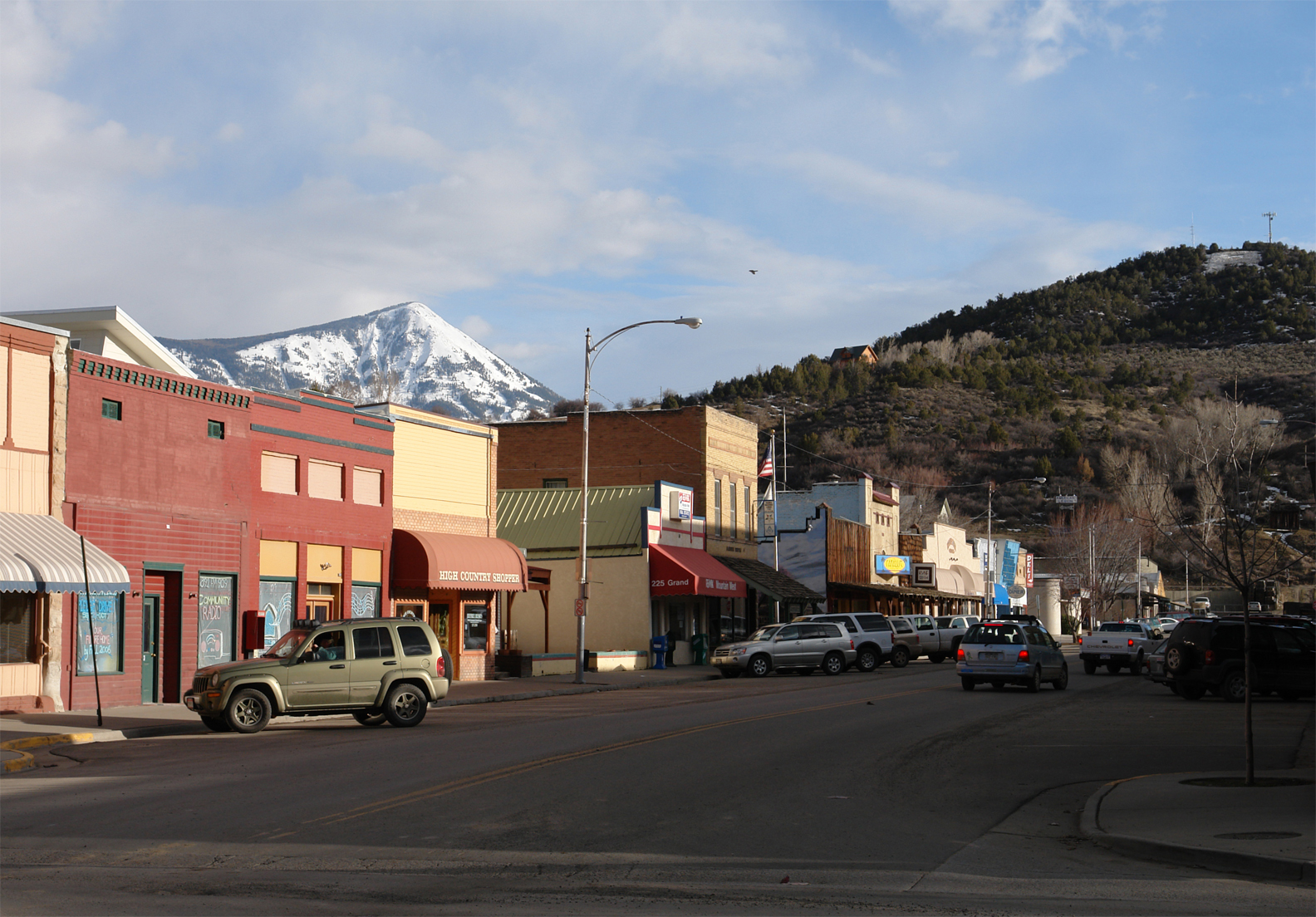
Fotografía de 2006 de la ciudad de Paonia (estado de Colorado), donde McKenna nació.

De ascendencia irlandesa, McKenna nació y se crio en la localidad de Paonia (estado de Colorado).
En su infancia se dedicó a la búsqueda de fósiles.
También se interesó desde muy joven por la psicología, y a los diez años leyó el libro Psicología y alquimia de Carl Jung.
A los 16, McKenna se mudó a Los Altos (estado de California), a vivir con amigos de su familia durante un año. Concluyó su educación secundaria en Lancaster (California).
En 1963, se introdujo en el mundo literario de la psicodelia a través de la lectura de Las puertas de la percepción y Cielo e infierno de Aldous Huxley y varios números de The Village Voice que trataban sobre psicodelia.
Según el propio McKenna, una de sus primeras experiencias psicodélicas con semillas de ipomoea le mostró que «ahí había algo que merecía la pena perseguir»,
y en una entrevista afirmó haber fumado cannabis a diario desde la adolescencia.
En 1965, McKenna se matriculó en la Universidad de California en Berkeley, en una licenciatura distribuida entre Ecología, Conservación de Recursos y Chamanismo, y fue admitido en el proyecto Tussman Experimental College.
En 1967, durante sus estudios universitarios, descubrió el chamanismo y comenzó a estudiarlo a través de la religión tibetana.
Ese mismo año, que él denominó su «fase de opio y Cábala»
viajó a Jerusalén, donde conoció a Kathleen Harrison, que más tarde se convertiría en su esposa.
En 1969, McKenna viajó a Nepal guiado por su interés en la pintura tibetana y el chamanismo alucinogénico.
Para aprender sobre el uso chamánico de las plantas visionarias, buscó chamanes de la tradición bön, anterior al budismo tibetano.
Durante su estancia allí, también estudió el lenguaje tibetano
y traficó con hachís
hasta que «uno de sus envíos de Bombay-Aspen cayó en manos de las autoridades aduaneras de los Estados Unidos».
Posteriormente, se dedicó a visitar ruinas por el Sudeste asiático, y trabajó como coleccionista de mariposas en Indonesia.
En 1971, tras el fallecimiento de su madre por cáncer,
los hermanos McKenna viajaron a la Región Amazónica de Colombia en busca del yopo, una planta que contiene dimetiltriptamina.
En lugar de dicha planta, encontraron campos llenos de hongos gigantes Psilocybe cubensis, que se convirtieron en el nuevo objetivo de la expedición.
En La Chorrera (Amazonas), los McKenna se sometieron a un experimento psicodélico
en el que intentaron unir harmina (un alcaloide con efectos alucinógenos) con su propio ADN neuronal, a través de una serie de técnicas vocales específicas. Según su hipótesis, esto les daría acceso a la memoria colectiva de la especie humana, y revelaría la piedra filosofal, que ellos veían como «una unión hiperdimensional de materia y alma».
McKenna sostuvo que el experimento le puso en contacto con Logos: una voz divina informativa que él consideraba universal en la experiencia religiosa visionaria.
Las diferentes revelaciones de la voz y la peculiar experiencia simultánea de su hermano le movieron a explorar la secuencia del rey Wen, una estructura primitiva del I Ching que le llevaría a su «teoría novedad»,
que ―vinculada al calendario maya― se convirtió en uno de los factores de las creencias sobre el llamado fenómeno de 2012.
Durante su estancia en el Amazonas, McKnenna mantuvo una relación sentimental con su intérprete, Ev.
En 1972, McKenna regresó a la Universidad de California en Berkeley para terminar sus estudios,
y en 1975 se licenció con un grado en ecología, chamanismo y conservación de los recursos naturales.
En otoño de 1975, después de romper con su novia Ev a principios de año,
McKenna comenzó una relación con su futura esposa y madre de sus dos hijos, Kathleen Harrison.
Poco después de licenciarse, McKenna y su hermano Dennis publicaron un libro inspirado en sus experiencias en el Amazonas: The invisible lansdcape: mind, hallucinogens and the «I ching».
Las experiencias de ambos hermanos en el Amazonas se convertirían más tarde en el núcleo del libro de McKenna True hallucinations, publicado en 1993
(en español: Alucinaciones reales, publicado en 2009). McKenna también empezó a dar conferencias
en la zona de Berkeley y a participar en emisoras de radio alternativas.

### Cultivo del hongoPsilocybe
Durante sus estudios, McKenna desarrolló una técnica para el cultivo de Psilocybe con su hermano Dennis
y en 1976, los hermanos publicaron lo que habían aprendido en un libro titulado Psilocybin: magic mushroom grower’s guide, bajo los pseudónimos O. T. Oss y O. N. Oeric.

Los autores adaptaron la técnica de San Antonio para producir hongos comestibles poniendo cultivos miceliales sobre un sustrato de granos de centeno a la producción del Psilocybe cubensis. La nueva técnica solo requería el uso de utensilios habituales de cocina, y por primera vez una persona lega podía producir un enteógeno potente en su propio domicilio, sin necesidad de tecnología sofisticada, equipamiento o suministros químicos.
Jonathan Ott, etnobiólogo

Cuando se publicó la edición revisada de 1986, la Magic mushroom grower’s guide había vendido más de 100 000 copias.

## Trayectoria

### Conferencias
A principios de los años ochenta, McKenna empezó a hablar en público sobre el tema de las drogas psicodélicas, convirtiéndose en uno de los pioneros del movimiento psicodélico.
Se centró en psicodélicos como los hongos psilocibe (que fueron el catalizador de su carrera),
la ayahuasca, el cannabis, y el derivado dimetiltriptamina.
Realizó una gira impartiendo conferencias y talleres
y promoviendo los psicodélicos naturales como una vía para explorar los misterios universales, estimular la imaginación y restablecer una relación armoniosa con la naturaleza.
Aunque se le ha asociado con los movimientos llamados nueva era (new age) y del potencial humano, McKenna sentía escaso aprecio por las sensibilidades nueva era.
En repetidas ocasiones destacó la importancia y prioridad de «sentir la presencia de la experiencia directa», como opuesta al dogma.

Mi técnica es no creer en nada. Si crees en algo, automáticamente quedas excluido de creer su opuesto.
Terence McKenna

Aparte de drogas psicodélicas, McKenna trató en sus conferencias sobre una amplia variedad de temas, incluyendo:
- chamanismo
- metafísica
- alquimia
- idioma
- cultura
- autoempoderamiento
- ecologismo
- neopaganismo
- inteligencia artificial
- evolución biológica
- vida extraterrestre
- ciencia y cientificismo
- la red
- realidad virtual (que él veía como un camino para comunicar de manera artística le experiencia psicodélica)
- y teoría estética, en concreto sobre la experiencia visual artística como información representando el significado de las alucinaciones visuales experimentadas bajo la influencia de psicodélicos.

McKenna pronto se convirtió en un habitual de la contracultura:
Timothy Leary le presentó una vez como «una de las cinco o seis personas más importantes del planeta»; y el cómico Bill Hicks se refirió a él en sus monólogos,
y creó toda una rutina en torno a sus ideas.
McKenna también se convirtió en una personalidad popular de la escena rave/dance de principios de los años noventa,
con frecuentes intervenciones hablando en fiestas rave y contribuyendo a álbumes psicodélicos y de goa trance de The Shamen,
Spacetime Continuum, Alien Project, Capsule, Entheogenic, Zuvuya, Shpongle y Shakti Twins. En 1994 apareció como locutor en el Starwood Festival, documentado en el libro Tripping (Viajando/Flipando) de Charles Hayes.
McKenna publicó varios libros en los años 90, entre ellos: La nueva conciencia psicodélica, El manjar de los dioses, y Alucinaciones reales.
Cientos de horas de las conferencias de McKenna se han grabado, de forma autorizada o no, en casete, CD y MP3. Muchos músicos y DJs han sampleado extractos de sus charlas.
McKenna fue colega y amigo íntimo del matemático de la teoría del caos Ralph Abraham, y del autor y biólogo Rupert Sheldrake. Mantuvo con ellos varios debates públicos y muchos privados desde 1982 hasta su muerte.
Estos debates se conocieron como triálogos y varias de las discusiones se publicaron más tarde en los libros: Trialogues at the Edge of the West (Triálogos al Extremo del Oeste) y The Evolutionary Mind (La Mente Evolucionaria).

### Botanical dimensions

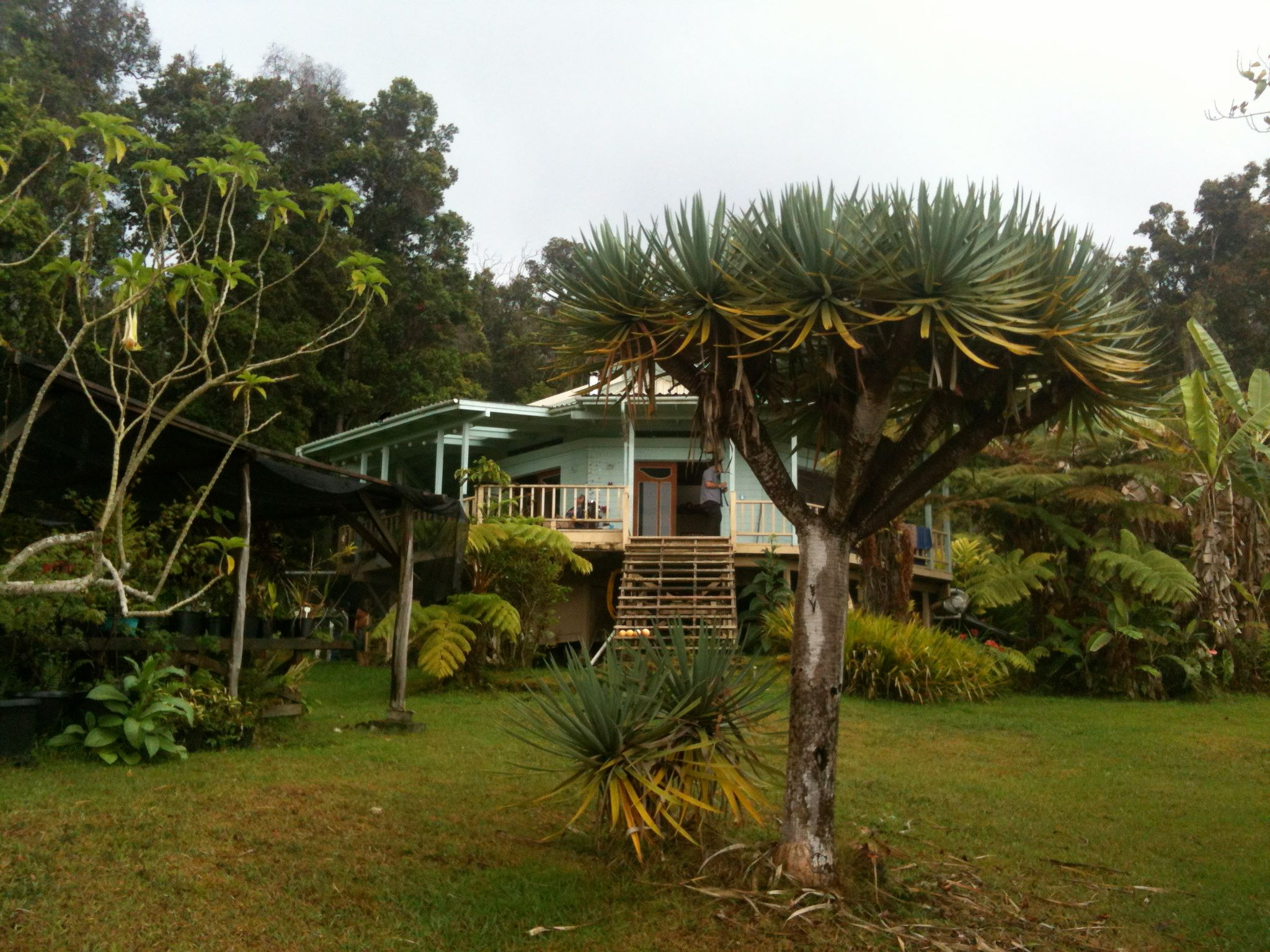
Reserva etnobotánica de Botanical Dimensions en Hawái

En 1985, McKenna fundó con su mujer, Kathleen Harrison, Botanical Dimensions, una reserva etnobotánica sin ánimo de lucro dedicada a recoger, proteger, propagar y comprender plantas con relevancia etno-medicinal y su folclore y a apreciar, estudiar y educar a otros sobre las plantas y los hongos considerados como relevantes para la integridad cultural y el bienestar espiritual.
El jardín botánico, de 7,7 hectáreas, es un depósito que contiene miles de plantas utilizadas por pueblos indígenas de las regiones tropicales, e incluye una base de datos con información relativa a las propiedades curativas que se les atribuyen.
McKenna estuvo implicado hasta que en 1992 se retiró del proyecto,
tras divorciarse de su mujer ese mismo año.
Kathleen sigue dirigiendo Botanical Dimensions como presidenta y directora de proyectos.
Después de su divorcio, McKenna se mudó definitivamente a Hawái, donde construyó una casa modernista
y creó un banco de genes de plantas exóticas cerca de su casa. Anteriormente había repartido su tiempo entre Hawái y Occidental (California).

## Muerte

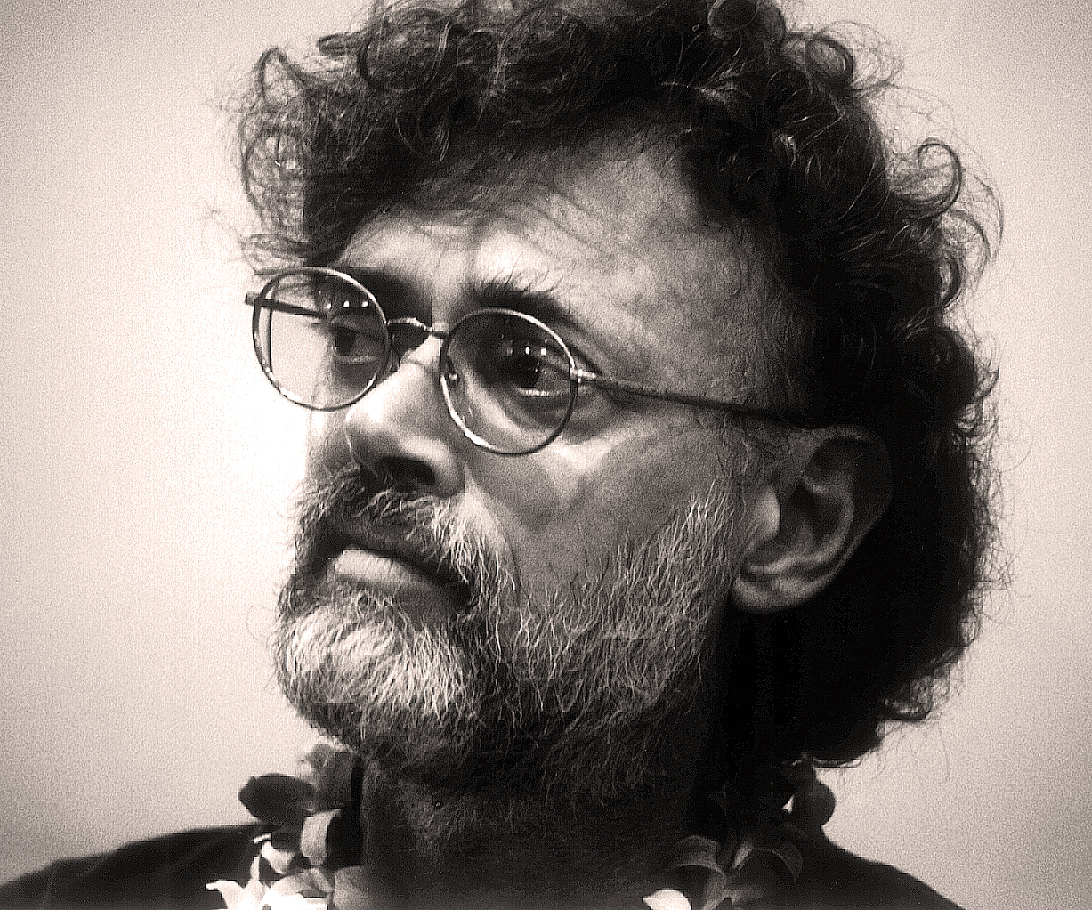
Terence McKenna durante un panel de discusión en la Conferencia AllChemical Arts de 1999, celebrada en Kona, Hawái.

A mediados de 1999, tras una larga gira de conferencias, McKenna regresó a su casa en Hawái. McKenna, que padecía migrañas desde hacía mucho tiempo, había empezado a sufrir unos dolores de cabeza cada vez más agudos. Su situación culminó con tres crisis convulsivas cerebrales en una misma noche, que él describió como las experiencias psicodélicas más fuertes que había sentido nunca. Se le diagnosticó un glioblastoma multiforme, un tipo de tumor cerebral altamente agresivo.
Durante los meses siguientes se sometió a diversos tratamientos, incluyendo un tratamiento experimental de radiación con bisturí gamma. Según la revista Wired, a McKenna le preocupaba que este tumor estuviera relacionado con haber fumado cannabis durante 35 años, aunque los médicos le aseguraron que no existía ninguna relación de causalidad.
A finales de 1999, Erick Davis realizó la que sería la última entrevista con McKenna.
Durante la entrevista McKenna se refirió al anuncio de su muerte: 
«Siempre había pensado que la muerte llegaría en la autopista en unos breves momentos espantosos, así que no tendría tiempo de prepararme. Tener meses y meses para enfrentarme a ello y pensar en ello y hablar a la gente y escuchar lo que tienen que decir es una especie de bendición. Sin duda es una oportunidad para madurar y calmarse y prepararse. Solo que un señor serio con bata blanca te diga que en cuatro meses vas a estar muerto ya enciende las luces de forma irreversible... Hace que la vida sea rica y conmovedora. Cuando sucedió por primera vez, y me dieron estos diagnósticos, pude ver la luz de la eternidad, a lo William Blake, brillando a través de cada hoja. O sea, que ver un insecto caminar por el suelo me hacía llorar.»
McKenna murió el 3 de abril de 2000, a los 53 años.

## Incendio de su biblioteca
El 7 de febrero de 2007, la biblioteca de libros raros y las notas personales de McKenna se destruyeron en un incendio que afectó a las oficinas del Instituto Esalen de Big Sur, donde se guardaba la colección. Se conserva un índice que mantenía su hermano, y poco más.
McKenna estudió lepidópteros y entomología en la década de 1960, y sus estudios incluyeron la caza de mariposas, principalmente en Colombia e Indonesia, creando una gran colección de especímenes de insectos. Después de la muerte de McKenna, su hija, la artista y fotógrafa Klea McKenna, preservó su colección de insectos, convirtiéndola en una instalación de galería, y luego publicó The Butterfly Hunter, un libro de 122 fotos de insectos de un conjunto de más de 2000 especímenes que McKenna recolectó entre 1969 y 1972, junto con mapas de sus rutas de recolección a través de las selvas tropicales del sudeste asiático y Sudamérica. La colección de insectos de McKenna era consistente con su interés en los exploradores y naturalistas de la era victoriana, y su visión del mundo basada en la observación cercana de la naturaleza. En la década de 1970, cuando todavía coleccionaba, se volvió bastante aprensivo y culpable por la necesidad de matar mariposas para recolectarlas y clasificarlas; según la hija de McKenna, esto lo llevó a abandonar sus estudios entomológicos.

## Pensamiento

#### Psicodelia
Terence McKenna defendía la exploración de estados de conciencia alterados por medio de la ingesta de sustancia psicodélicas naturales.
Por ejemplo, y en particular, como sucede al ingerir altas dosis de hongos psicodélicos,
ayahuasca y DMT, que él consideraba la apoteosis de la experiencia psicodélica.
Sin embargo, no sentía el mismo entusiasmo por las drogas sintéticas. En sus propias palabras: "Creo que las drogas deberían proceder del mundo natural y su uso debería estar verificado por culturas de orientación chamanista... no se pueden predecir los efectos a largo plazo de una droga producida en un laboratorio."
McKenna siempre hizo hincapié en el uso responsable de las plantas psicodélicas: "Los que experimenten deberían tener mucho cuidado: hay que estar preparado para la experiencia; se trata de extrañas dimensiones de un extraordinario poder y belleza. No hay reglas fijas para evitar sentirse desbordado, salvo actuar con prudencia, reflexionar mucho, y siempre intentar vincular las experiencias con la historia de la raza y con los logros filosóficos y religiosos de la especie. Todos los compuestos son potencialmente peligrosos, y todos los compuestos, en suficiente dosis o [tomados] repetidamente, conllevan riesgos. El primer lugar al que acudo cuando me planteo tomar un nuevo compuesto es la biblioteca".

## Obra

### Libros editados

#### Editados en castellano
- El manjar de los dioses Ed. Kairós; originalmente Food of the Gods en inglés
- Caos, creatividad y consciencia cósmica (con Ralph Abraham y Rupert Sheldrake) - Ed. El Lago
- Alucinaciones reales Ed. Castellarte
- La nueva conciencia psicodélica (The Archaich Revival - 1991) - Ed. Planeta, 1994

#### No traducidos
- The Invisible Landscape (con Dennis McKenna)
- Psilocybin - Magic Mushroom Grower's Guide (con Dennis McKenna y firmado con los seudónimos OT Oss y On Oeric)
- Trialogues on the Edge of the West (con Ralph Abraham y Rupert Sheldrake)
- Synesthesia (con Tim Ely)

### Discografía
- Re: Evolution con The Shamen (1992)
- Dream Matrix Telemetry con Zuvuya (1993)
- Alien Dreamtime con Spacetime Continuum & Stephen Kent (2003)

### Filmografía
- Experiment at Petaluma (1990)
- Prague Gnosis: Terence McKenna Dialogues (1992)
- The Hemp Revolution (1995)
- Terence McKenna: The Last Word (1999)
- Shamans of the Amazon (2001)
- Alien Dreamtime (2003)
- 2012: The Odyssey (2007)
- The Alchemical Dream: Rebirth Of The Great Work (2008)
- Manifesting the Mind (2009)
- Cognition Factor (2009)
- DMT, la molécula espiritual (2010)
- 2012: Time for Change (2010)
- The Terence McKenna OmniBus 2012 (2012)